# Delacour (Alberta)
Pour les articles homonymes, voir Delacour.
Delacour est un hameau du Comté de Rocky View, situé dans la province canadienne d'Alberta.